# Christoph Clark
Christoph Clark, pseudonimo di Gilbert Grosso (Besançon, 9 febbraio 1958), è un ex attore pornografico e regista pornografico francese.

## Biografia
Ha iniziato la sua carriera come attore agli inizi degli Anni Ottanta, e dal 1994 è anche un produttore di discreto successo (ha prodotto 39 film).
Durante lo svolgimento della sua carriera ha collaborato con alcune delle più famose pornostar, da Nikki Anderson a Moana Pozzi, ed è stato definito "probabilmente il più famoso attore porno francese di sempre."
Christoph Clark nacque in Francia, e dopo aver lavorato con nomi importanti del settore dell'hard come Marc Dorcel e Michel Renaud, si trasferì a Budapest nel 1991, dove stabilì la sede operativa della sua casa di produzione Euro Angel e conobbe quella che sarebbe stata la sua compagna fino al 1994, la pornostar Deborah Wells.
Christoph Clark rivendica il fatto di essere stato il primo produttore straniero a fare un film hard in Ungheria, e distribuisce i suoi film tramite la Evil Angel di John "Buttman" Stagliano.
Christoph Clark iniziò a dirigere per la Evil Angel nel 1997, il suo primo film fu Euro Angels, e da allora ha diretto svariate serie come Beautiful Girls, Angel Perverse, Dressed To Fuck, Euro Angels, Euro Angels Hardball, Big Natural Tits, Nasty Intentions, Top Wet Girls, Euro Slit e Euro Domination.
Come gli altri registi della Evil Angel, egli detiene i diritti dei propri film, mentre la Evil gestisce la produzione, la distribuzione, la promozione e le vendite, e prende una percentuale sul ricavato. A fine anni novanta, Clark ha anche diretto per la Private Media Group.
Christoph Clark produce spesso film gonzo, e frequentemente interagisce sullo schermo con i suoi attori.
Le sue serie Hardball e Eurogirls iniziate nel 1997, spesso presentano scene di sesso girate su sedie, balconi o scale, con corpi sottosopra e in posizioni inusuali, e il successo di questi video gli ha assicurato grande popolarità anche negli Stati Uniti.

## Riconoscimenti
- 1992, 1994, 1995 Hot d'or a Cannes come miglior attore europeo
- 2002 AVN Hall of Fame[8]
- 2008 XRCO Hall of Famer[9]
- 2009 AVN Award – Miglior regista – Nasty Intentions 2[10]

Nel 1993 al Festival Internazionale dell’Erotismo di Bruxelles, è stato nominato miglior attore europeo per l'insieme delle sue interpretazioni.
A Cannes nel 1992, nel 1994 e nel 1995 ha ricevuto l'Hot d'or come migliore attore europeo rispettivamente per Le Clown regia di Niels Molitor, con Angelica Bella, Délices et Séduction di Michel Ricaud con Deborah Wells, e per Citizen Shane di Marc Dorcel con Anita Rinaldi e Draghixa Laurent.
Clark è stato anche nominato miglior attore europeo al Festival International de Cinéma Érotique de Barcelone per The Erotic Adventures of Aladdin X di Luca Damiano con Tabatha Cash.
Nel 1996 a Cannes, ha ricevuto il premio di migliore regista europeo esordiente per Jeunes Veuves Lubriques con Laure Sinclair.

## Filmografia parziale
- Esperienze innaturali di Lorain (Petites mouilleuses pour gros calibres), regia di Pierre Unia (1983)
- La fille au pair, regia di José Bénazéraf (1983)
- Calde (Viols en cornettes), regia di Olivier Mathot (1983)
- Il predatore invisibile (Des femmes pour Gourpanof), regia di Jean-Luc Brunet (1983)
- Apprendiste viziose (Sodomanie), regia di Michel Berkowitch & Jean Rollin (1984)
- Mon petit trou n'en peut plus, regia di Alain Payet (1984)
- Porno Poker, regia di Riccardo Schicchi (1984)
- Emmanuelle 4 (Emmanuelle IV), regia di Francis Leroi (1984)
- Bocche infuocate di piacere (Petits trous bourgeois à dépuceler), regia di Alain Payet (1984)
- La mafia sazia la vedova (Le cul des mille plaisirs), regia di José Bénazéraf (1984)
- Marilyn, mon amour, regia di Michel Lemoine (1985)
- Foxy Lady 2, regia di Sascha Alexander (1985)
- Il fiore sulla carne, regia di Michel Caputo (1985)
- Ogni volta di più (Les petites filles sodomisées), regia di Joe de Palmer (1985)
- Il segreto di Elisa (Le secret d'Elise), regia di Jean-Luc Brunet (1985)
- Intenzioni (Échange de femmes pour le week-end), regia di Michel Lemoine (1985)
- I vizi di Marilyn (Le retour de Marilyn), regia di Michel Lemoine (1986)
- Cicciolina number one, regia di Riccardo Schicchi (1986)
- Banane al cioccolato, regia di Riccardo Schicchi (1986)
- Foxy Lady 4, regia di Sascha Alexander (1986)
- Canarie... l'isola del piacere (L'île des jouissances sauvages), regia di Michel Lemoine (1986)
- Ricordi di notte, regia di Paolo Di Tosto (1986)
- Foxy Lady 6, regia di Sascha Alexander (1986)
- Carne bollente, regia di Riccardo Schicchi (1987)
- Supermaschio per mogli viziose (The Devil in Mr. Holmes), regia di Giorgio Grand (1987)
- Osceno, regia di Antonio D'Agostino (1987)
- Una moglie molto infedele, regia di Giorgio Grand (1987)
- Fantastica Moana, regia di Riccardo Schicchi (1987)
- Karin moglie vogliosa, regia di Giorgio Grand (1987)
- Raffinati piaceri Bolognesi, regia di Alain Payet, Luigi Soldati & Jean-Luc Daunois (1987)
- Il vizio nel ventre, regia di Antonio D'Agostino (1987)
- Foxy Lady 8, regia di Sascha Alexander (1987)
- Una ragazza molto viziosa, regia di Giorgio Grand (1988)
- Una moglie molto infedele, regia di Giorgio Grand (1988)
- Intimità bestiali di mia moglie, regia di Antonio D'Agostino (1988)
- Foxy Lady 9, regia di Sascha Alexander & Justin Star (1988)
- Foxy Lady 12, regia di Sascha Alexander (1988)
- Karin e Barbara le supersexystar, regia di Giorgio Grand (1988)
- Il vizio preferito di mia moglie, regia di Giorgio Grand (1988)
- L'uccello del piacere, regia di Mario Bianchi & Riccardo Schicchi (1989)
- Il vizio di Baby e l'ingordigia di Ramba, regia di Mario Bianchi & Riccardo Schicchi (1989)
- Dirty Woman, regia di Mario D'Angelo (1989)
- Dirty Woman: Part Two, regia di Mario D'Angelo (1989)
- Affamata, regia di Arduino Sacco (1990)
- Le grandi labbra di mia zia (L'infirmière est un bon coup), regia di Alain Payet (1990)
- Tutte le provocazioni di Moana, regia di Arduino Sacco (1990)
- Lo yacht delle porcone (À force de plaisirs), regia di Michel Ricaud (1990)
- Baby la figlia libidinosa, regia di Mario Bianchi (1991)
- Tutta puttana, regia di Richard Bennett (1991)
- Souris d'hôtel, regia di Michel Ricaud (1991)
- Signore in calore (Ciné amateur), regia di Michel Ricaud (1991)
- Roma Connection, regia di Sascha Alexander & Mario Salieri (1991)
- Napoli - Parigi, linea rovente 1, regia di Mario Salieri (1991)
- Desideri bestiali e voluttuosi, regia di Mario Bianchi (1991)
- Bagnate davanti e di dietro, regia di Riccardo Schicchi (1991)
- Arabika, regia di Mario Salieri (1992)
- Tutta una vita, regia di Mario Salieri (1992)
- Adolescenza perversa, regia di Mario Salieri (1993)
- Délit de séduction, regia di Michel Ricaud (1993)
- La Venere blu (La Vénus bleue), regia di Michel Ricaud (1994)
- Les Visiteuses, regia di Alain Payet (1994)
- Citizen Shane, regia di Marc Dorcel (1994)
- The Erotic Adventures of Aladdin X, regia di Luca Damiano (1994)
- Il marchese de Sade - Oltre ogni perversione (Marquis de Sade), regia di Joe D'Amato & Luca Damiano (1994)
- Ladri gentiluomini - Donne, gioielli... e culi belli, regia di Luca Damiano (1994)
- La sedia a rotelle, regia di Frank Simon (1994)
- L'ultimo treno (1995)
- Eros e Tanatos, regia di Mario Salieri (1995)
- Decameron X: Novelle maliziose (di bernarde assai vogliose), regia di Luca Damiano (1995)
- Le mille e una notte (1001 Nights), regia di Bob Vosse (1995)
- Decameron X: Racconti arguti (di mogli puttane e mariti cornuti), regia di Luca Damiano (1995)
- Le Parfum de Mathilde, regia di Marc Dorcel (1995)
- Amleto - Per amore di Ophelia, regia di Luca Damiano (1995)
- Peccati di culo, regia di Giorgio Grand (1996)
- La princesse et la pute, regia di Marc Dorcel (1996)
- L'affare s'ingrossa: Peccati di culo 2, regia di Giorgio Grand (1996)
- Decameron X: Novelle boccaccesche... di cortigiane e fantesche, regia di Luca Damiano (1996)
- Decameron X: Racconti di dame e cavalieri... di stalloni e di scudieri, regia di Luca Damiano (1996)
- Le porcone volanti, regia di Mario Bianchi (1997)
- Lezioni di pi... ano, regia di Giorgio Grand (1997)
- Rocco e le storie tese, regia di Rocco Siffredi (1997)
- Rocco e le storie tese 2, regia di Rocco Siffredi (1997)
- KKK - Storie violente dell'America di ieri, regia di Mario Bianchi (2000)
- Christoph Meets the Angels, regia di Christoph Clark (2011)